# Orbitalrad

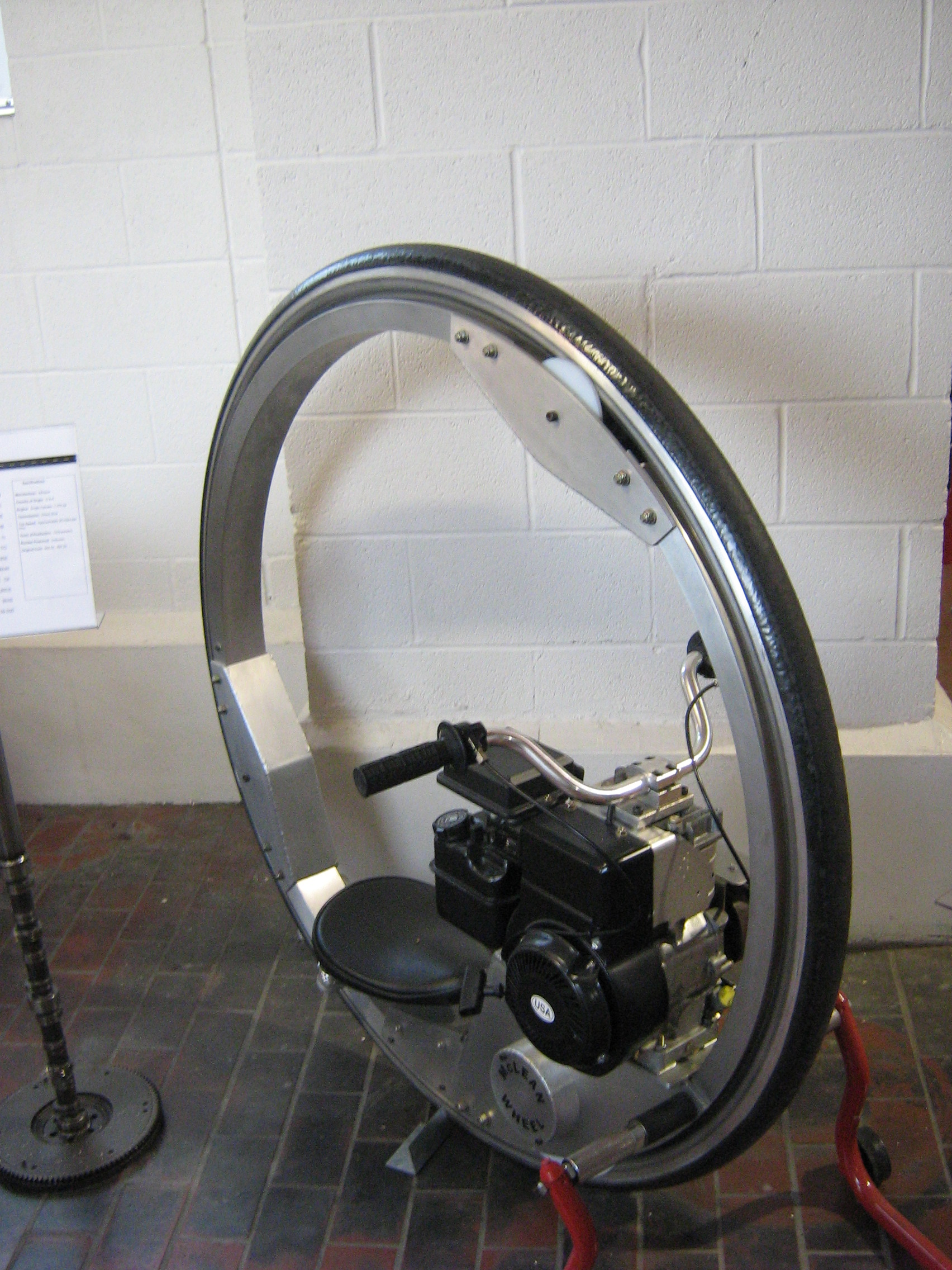
Monowheel mit Orbitalradlagerung

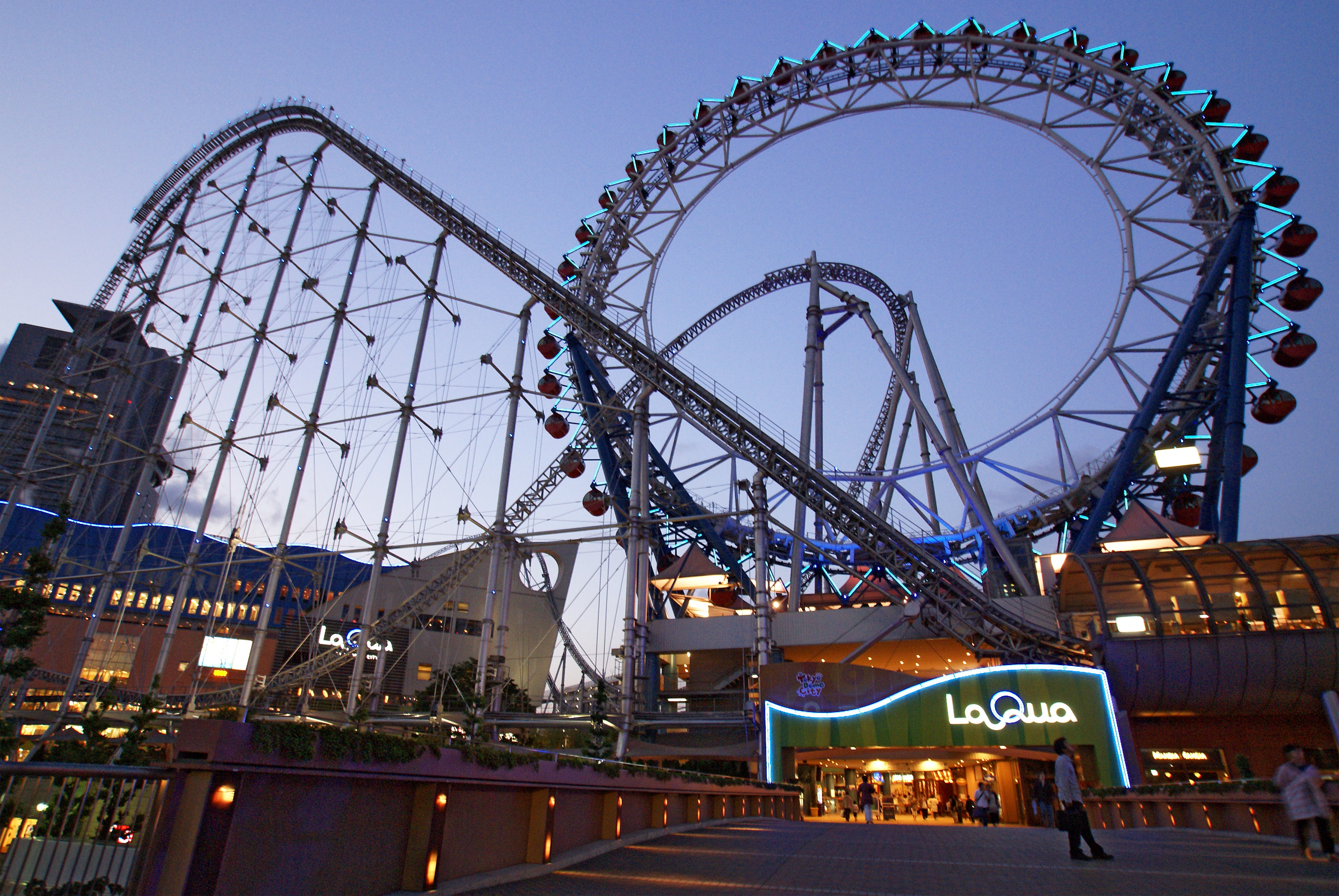
Als Orbitalrad ausgeführtes Riesenrad

Das Orbitalrad (auch Nabenloses Rad) ist ein Rad, welches nicht wie normalerweise üblich über eine in der Mitte gelagerte Nabe, sondern am Radumkreis ("Orbit") gehalten wird. Bei dieser Radbauform ist die Nabe der Felge gleichgestellt, und die Achse ist mit der Nabe innerhalb des Radumkreises befestigt.
Das Orbitalrad wurde von Franco Sbarro erfunden, der viele funktionierende Orbitalräder baute (einschließlich zweier Motorräder und einem Auto, das Sbarro Osmos von 1989). Es wurde bei der GlobeHolding SA in Genf patentiert.
Toleranzen, Kraftübertragung und Materialien wurden noch nicht vollkommen erforscht, deshalb hat dieses Rad noch nicht sein volles technisches Potential ausgeschöpft.
Orbitalräder werden auch zum Bewickeln von Ringkerntransformatoren als Drahtspeicherring benötigt, siehe Ringkernwickeltechnik.

## Führungsgeometrie

### Radialführung
Grundsätzlich kann die radiale Führung von einfach als Kreisring ausgebildete Orbitalrädern innen oder außen oder kombiniert (innen und außen) gewährleistet werden.
Typisch ist die radiale Führung an 3 Stellen verteilt über mehr als 180° auseinander liegenden Positionen am Ring.
2 Führungsstellen genügen, wenn zusätzlich etwa die Schwerkraft zum Halten genutzt wird. Eine Kette aus ringförmigen Gliedern wird über die Zugkraft in ihrer Position gehalten.
Erfolgt eine Halterung nur an einer Stelle, so ergeben sich, auch wenn eine Zusatzkraft auf den Ring wirkt, noch verschiedene Bewegungsmöglichkeiten, wie beim Vorhangring auf der Gardinenstange oder dem Hula-Hoop-Reifen am menschlichen Körper.
Eine Führungsstelle kann komplexere Führungsaufgaben übernehmen, wenn sie teil- oder ganzumgreifend ausgebildet ist. So kann ein hohler Torus mit Schlitz am inneren oder äußeren Umfang durch ein innen eingepasstes Torussegment, das über einen außenliegenden Steg befestigt wird, alleine (drehbar) geführt werden.

### Axialführung
Die Führung gegen axiales Ausweichen wird zumeist über den Formschluss von Gesamtteil oder Steg in einer Rille (Nut) der radialen Führungselemente realisiert.

## Biegesteifigkeit
Eine Felge mit Zugspeichen wird durch den Speichenzug radial sehr druckfest.
Ein Orbitalrad dagegen muss seine Steifigkeit aus sich alleine heraus aufbringen und daher etwas voluminöser gestaltet sein. Das abgebildete Riesenrad hat dafür ein innenliegendes Rohr-Fachwerk.
Obwohl sie keine Orbitalräder sind, haben Fahrradlaufräder mit wenigen Speichen, bis hinunter zum Trispoke (Drei-Speichen-Rad), aus dem gleichen Grund radial höher gestaltete Felgen.